# Servando Carrasco
Servando Carrasco (Coronado, 13 agosto 1988) è un ex calciatore statunitense, di ruolo centrocampista.

## Biografia
Servando Carrasco è un ex calciatore statunitense, noto per il suo ruolo di centrocampista. Nato a Coronado, California, Carrasco ha intrapreso la sua carriera calcistica nelle giovanili e ha giocato in vari club della Major League Soccer durante la sua carriera professionistica.

## Carriera
Carrasco ha iniziato la sua carriera nei Seattle Sounders, dove ha giocato dal 2010 al 2012, totalizzando 40 presenze e 1 gol. Successivamente ha militato per il Houston Dynamo nel biennio 2013-2014, collezionando 19 presenze, senza segnare reti. Nel 2015 ha giocato per lo Sporting Kansas City, con 9 presenze e nessun gol.
Dal 2016 al 2017, Carrasco è stato un elemento importante dell'Orlando City, dove ha disputato 58 partite segnando 1 gol. Successivamente ha giocato per il LA Galaxy nel periodo 2018-2019, con 35 presenze e nessun gol. Ha concluso la sua carriera nel 2020 con il Fort Lauderdale CF, con 12 presenze e senza reti segnate, ritirandosi dal calcio professionistico il 1º dicembre 2020.

## Caratteristiche tecniche
Centrocampista di impostazione, Carrasco era noto per la sua capacità di distribuire il gioco e il suo impegno a centrocampo. Sebbene non fosse un goleador, la sua presenza in fase di costruzione e recupero palla era apprezzata dai suoi allenatori e compagni di squadra. La sua versatilità gli permetteva di ricoprire diverse posizioni nel centrocampo.

## Vita privata
Il 1º gennaio 2015 si è sposato con la calciatrice statunitense Alex Morgan; la coppia ha una figlia, Charlie Elena, nata nel 2020.

## Palmarès
- U.S. Open Cup: 1

Seattle Sounders: 2011